# Російська шапка
Російська шапка (сербохорв. руске капе/ruske kape, козачке капе/kozačke kape, шубарице/šubarice, mađarski čupavci; болг. руска шапка; босн. ahmedije; тур. İmam sarığı) — популярний десерт балканської кухні, особливо поширений в країнах колишньої Югославії — Сербії, Хорватії та Боснії, а також в Болгарії (і маловідомий власне в Росії). Це невеликий бісквіт циліндричної форми, политий зверху шоколадною глазур'ю і обсипаний кокосовою стружкою. У деяких випадках замість кокосової стружки використовується подрібнений волоський горіх. Є також і пісна версія.
Форма кексу нагадує формені папахи деяких частин російської армії часів війни за звільнення Балкан і досить точно відтворює їхню форму. Інша версія стверджує, що десерт нагадує за формою вушанку.
Єдиного рецепта начинки не існує, але найчастіше це ніжний шоколадний бісквіт з кремовим прошарком. Російські шапки подають охолодженими на великому блюді, і гості розбирають собі по одній. Їсти десерт можна як виделкою або ложкою, так і руками.

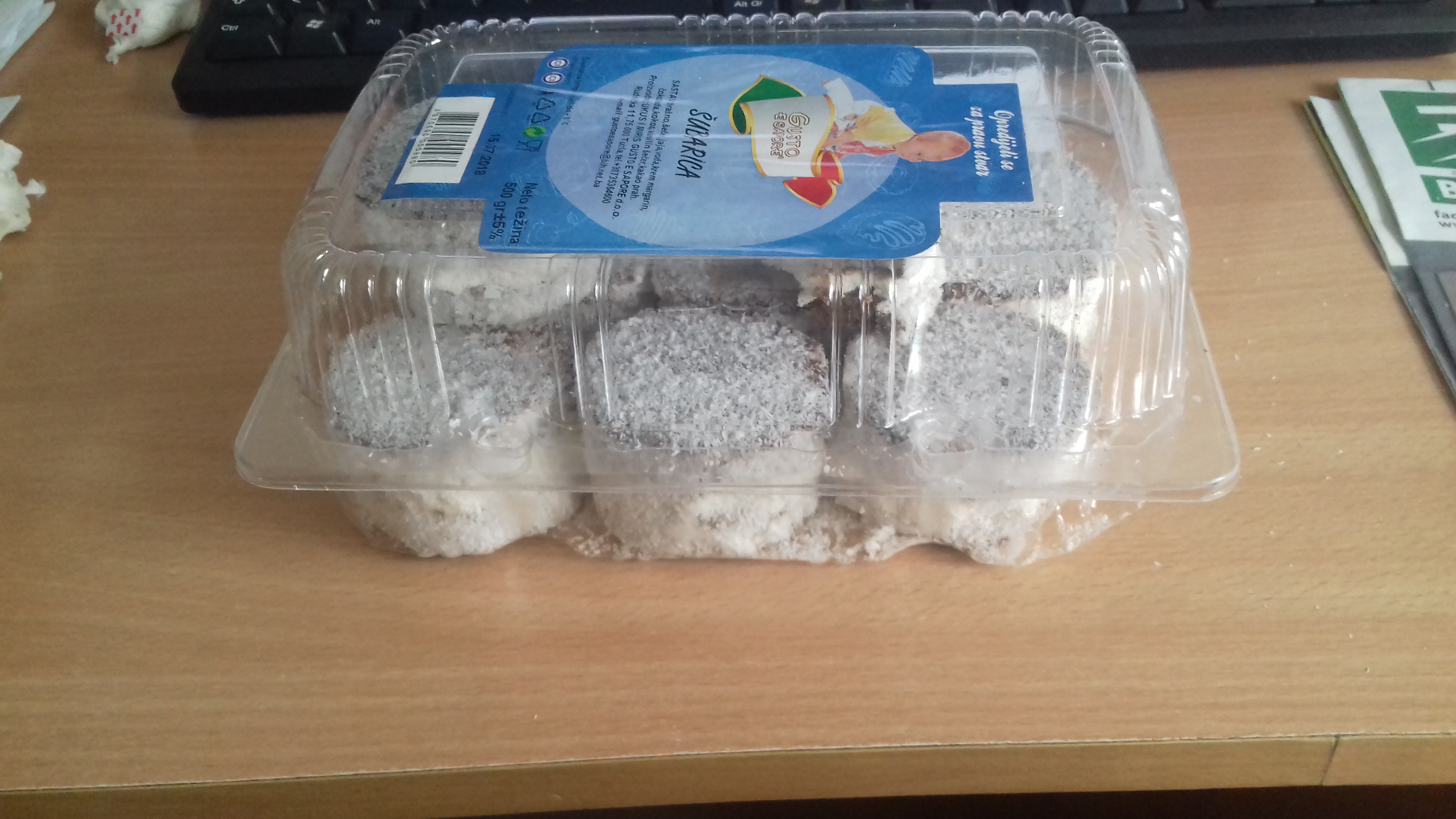
Тістечка «Російська шапка» фабричного виробництва.